# Halové mistrovství Evropy v atletice 2011
31. Halové mistrovství Evropy v atletice se konalo v hlavním městě Francie, Paříži ve dnech 4. – 6. března 2011 v hale Palais Omnisports. Na programu bylo dohromady 26 disciplín (13 mužských a 13 ženských), kterých se zúčastnilo 630 atletů (346 mužů a 284 žen) ze 46 států Evropy. Na šampionátu padl jeden halový světový rekord, o který se postaral francouzský trojskokan Teddy Tamgho, který vylepšil hodnotu vlastního rekordu na 17,92 metru.
Ve stejné hale se uskutečnil halový evropský šampionát již v roce 1994 a rovněž se zde konaly Světové halové hry v roce 1985 a halové MS 1997.
Halovou mistryní Evropy v běhu na 800 metrů se původně stala Ruska Jevgenija Zinurovová. Ta však byla později diskvalifikována a o zlatou medaili přišla. Kvůli abnormálním hodnotám v jejím biologickém pasu dostala dvouletý zákaz startů, který začal platit od 13. září 2011.

## Absence
Mistrovský titul z předchozího šampionátu v Turíně 2009 z důvodu zranění či nemoci neobhájila belgická překážkářka Eline Beringsová, německá výškařka Ariane Friedrichová (natrhlá Achillovka) a estonská dálkařka Ksenija Baltaová. Mezi muži Francouz Ladji Doucouré (60 m př.) a polský koulař Tomasz Majewski. Titul rovněž neobhájila Němka Petra Lammertová (vrh koulí), která v roce 2010 ukončila kariéru a ruský běžec Jurij Borzakovskij (800 m). Kvůli chřipce odřekla účast také dvojnásobná olympijská vítězka ve skoku o tyči Jelena Isinbajevová. Chyběly i její krajanky, dvojnásobná halová mistryně Evropy z let 2002 a 2007 Světlana Feofanovová i obhájkyně zlata z Turína 2009 Julija Golubčikovová.

## Česká účast
Mistrovství se zúčastnilo 16 českých atletů (9 mužů a 7 žen). Limit splnil také tyčkař Michal Balner, který však na šampionát neodcestoval. 13. února 2011 na halovém mítinku v Doněcku mu při pokusu o český rekord na výšce 582 cm praskla tyč a Balnerovi roztrhla dlaň levé ruky. Zuzana Hejnová, jejíž hlavní disciplínou je čtvrtka s překážkami absolvovala pětiboj (60 m př., skok do výšky, vrh koulí, skok daleký, Běh na 800 metrů. Kvůli zdravotním problémům nakonec do pětiboje nenastoupila Eliška Klučinová.
Čeští atleti vybojovali dvě zlaté (Petr Svoboda, Denisa Rosolová), jednu stříbrnou (Jaroslav Bába) a jednu bronzovou medaili (Roman Šebrle).

## Program
| H | Rozběhy | Q | Kvalifikace | ½ | Semifinále | F | Finále |

| Datum →      | 4. 3. | 4. 3. | 4. 3. | 5. 3. | 5. 3. | 5. 3. | 6. 3. | 6. 3. | 6. 3. |
| Disciplína ↓ | Dop.  | Odp.  | Odp.  | Dop.  | Odp.  | Odp.  | Dop.  | Odp.  | Odp.  |
| ------------ | ----- | ----- | ----- | ----- | ----- | ----- | ----- | ----- | ----- |
| 60 m         |       |       |       | H     | ½     | ½     |       | F     | F     |
| 400 m        | H     | ½     | ½     |       | F     | F     |       |       |       |
| 800 m        |       | H     | H     |       | ½     | ½     |       | F     | F     |
| 1500 m       |       |       |       |       | H     | H     |       | F     | F     |
| 3000 m       | H     |       |       |       | F     | F     |       |       |       |
| 60 m přek.   |       | ½     | F     |       |       |       |       |       |       |
| 4 × 400 m    |       |       |       |       |       |       |       | F     | F     |
| Skok vysoký  |       | Q     | Q     |       | F     | F     |       |       |       |
| Skok o tyči  |       | Q     | Q     |       | F     | F     |       |       |       |
| Skok daleký  | Q     |       |       |       | F     | F     |       |       |       |
| Trojskok     |       | Q     | Q     |       |       |       |       | F     | F     |
| Vrh koulí    | Q     | F     | F     |       |       |       |       |       |       |
| Sedmiboj     |       |       |       | F     | F     | F     | F     | F     | F     |

| Datum →      | 4. 3. | 4. 3. | 4. 3. | 5. 3. | 5. 3. | 5. 3. | 6. 3. | 6. 3. | 6. 3. |
| Disciplína ↓ | Dop.  | Odp.  | Odp.  | Dop.  | Odp.  | Odp.  | Dop.  | Odp.  | Odp.  |
| ------------ | ----- | ----- | ----- | ----- | ----- | ----- | ----- | ----- | ----- |
| 60 m         |       |       |       | H     | ½     | ½     |       | F     | F     |
| 400 m        | H     | ½     | ½     |       | F     | F     |       |       |       |
| 800 m        |       | H     | H     |       | ½     | ½     |       | F     | F     |
| 1500 m       |       | H     | H     |       | F     | F     |       |       |       |
| 3000 m       |       |       |       | H     |       |       |       | F     | F     |
| 60 m přek.   | H     | ½     | F     |       |       |       |       |       |       |
| 4 × 400 m    |       |       |       |       |       |       |       | F     | F     |
| Skok vysoký  |       |       |       | Q     |       |       |       | F     | F     |
| Skok o tyči  |       |       |       | Q     |       |       |       | F     | F     |
| Skok daleký  |       |       |       | Q     |       |       |       | F     | F     |
| Trojskok     | Q     |       |       |       | F     | F     |       |       |       |
| Vrh koulí    |       | Q     | Q     |       | F     | F     |       |       |       |
| Pětiboj      | F     | F     | F     |       |       |       |       |       |       |

## Medailisté

### Muži
| Soutěž            | Zlato                                                                  | Stříbro                                                                       | Bronz                                                                    |
| ----------------- | ---------------------------------------------------------------------- | ----------------------------------------------------------------------------- | ------------------------------------------------------------------------ |
| 60 m              | Francis Obikwelu 6,53                                                  | Dwain Chambers 6,54                                                           | Christophe Lemaitre 6,58                                                 |
| 400 m             | Leslie Djhone 45,54                                                    | Thomas Schneider 46,42                                                        | Richard Buck 46,62                                                       |
| 800 m             | Adam Kszczot 1:47,87                                                   | Marcin Lewandowski 1:48,23                                                    | Kevin López 1:48,35                                                      |
| 1500 m            | Manuel Olmedo 3:41,03                                                  | Kemal Koyuncu 3:41,18                                                         | Bartosz Nowicki 3:41,48                                                  |
| 3000 m            | Mohamed Farah 7:53,00                                                  | Hayle Ibrahimov 7:53,32                                                       | Halil Akkas 7:54,19                                                      |
| 60 m př.          | Petr Svoboda 7,49                                                      | Garfield Darien 7,56                                                          | Adrien Deghelt 7,57                                                      |
| Štafeta 4 × 400 m | Francie 3:06,17 Marc Macedot Leslie Djhone Mamoudou Hanne Yoan Décimus | Velká Británie 3:06,46 Nigel Levine Nick Leavey Richard Strachan Richard Buck | Belgie 3:06,57 Jonathan Borlée Antoine Gillet Nils Duerinck Kévin Borlée |
| Skok do výšky     | Ivan Uchov 2,38 m                                                      | Jaroslav Bába 2,34 m                                                          | Alexandr Šustov 2,34 m                                                   |
| Skok o tyči       | Renaud Lavillenie 6,03 m                                               | Jérôme Clavier 5,76 m                                                         | Malte Mohr 5,71 m                                                        |
| Skok daleký       | Sebastian Bayer 8,16 m                                                 | Kafétien Gomis 8,03 m                                                         | Morten Jensen 8,00 m                                                     |
| Trojskok          | Teddy Tamgho 17,92 m                                                   | Fabrizio Donato 17,73 m                                                       | Marian Oprea 17,62 m                                                     |
| Vrh koulí         | Ralf Bartels 21,16 m                                                   | David Storl 20,75 m                                                           | Maxim Sidorov 20,55 m                                                    |
| Sedmiboj          | Andrej Kravčenko 6 282 bodů                                            | Nadir El Fassi 6 237 bodů                                                     | Roman Šebrle 6 178 bodů                                                  |

### Ženy
| Soutěž            | Zlato                                                                               | Stříbro                                                                                        | Bronz                                                                         |
| ----------------- | ----------------------------------------------------------------------------------- | ---------------------------------------------------------------------------------------------- | ----------------------------------------------------------------------------- |
| 60 m              | Olesja Povchová 7,13                                                                | Marija Rjemjeňová 7,15                                                                         | Ezinne Okparaebová 7,20                                                       |
| 400 m             | Denisa Rosolová 51,73                                                               | Olesja Forševová 51,80                                                                         | Xenija Zadorinová 52,03                                                       |
| 800 m             | Jennifer Meadowsová 2:00,50                                                         | Linda Marguetová 2:01,61                                                                       | Marilyn Okorová 2:02,46                                                       |
| 1500 m            | Jelena Aržakovová 4:13,78                                                           | Nuria Fernándezová 4:14,04                                                                     | Jekatěrina Martynovová 4:14,16                                                |
| 3000 m            | Helen Clitheroeová 8:56,66                                                          | Lidia Chojecká 8:58,30                                                                         | Layes Abdullayevová 9:00,37                                                   |
| 60 m př.          | Carolin Nytraová 7,80                                                               | Tiffany Ofiliová 7,80                                                                          | Christina Vukičevičová 7,83                                                   |
| Štafeta 4 × 400 m | Rusko 3:29,34 Xenija Zadorinová Xenija Vdovinová Jelena Migunovová Olesja Forševová | Velká Británie 3:31,36 Kelly Sothertonová Lee McConnellová Marilyn Okorová Jennifer Meadowsová | Francie 3:32,16 Muriel Hurtisová Laetitia Denisová Marie Gayotová Floria Gueï |
| Skok do výšky     | Antonietta Di Martinová 2,01 m                                                      | Ruth Beitiaová 1,96 m                                                                          | Ebba Jungmarková 1,96 m                                                       |
| Skok o tyči       | Anna Rogowská 4,85 m                                                                | Silke Spiegelburgová 4,75 m                                                                    | Kristina Gadschiewová 4,65 m                                                  |
| Skok daleký       | Darja Klišinová 6,80 m                                                              | Naide Gomesová 6,79 m                                                                          | Julija Pidlužná 6,75 m                                                        |
| Trojskok          | Simona La Mantiaová 14,60 m                                                         | Olesja Zabarová 14,45 m                                                                        | Dana Velďáková 14,39 m                                                        |
| Vrh koulí         | Anna Avdějevová 18,70 m                                                             | Christina Schwanitzová 18,65 m                                                                 | Josephine Terleckiová 18,09 m                                                 |
| Pětiboj           | Antoinette Djimouová 4 723 bodů                                                     | Austra Skujytė 4 706 bodů                                                                      | Remona Fransenová 4 665 bodů                                                  |

## Medailové pořadí
| Umístění | Stát           | Zlato | Stříbro | Bronz | Celkem |
| -------- | -------------- | ----- | ------- | ----- | ------ |
| 1.       | Rusko          | 5     | 4       | 5     | 14     |
| 2.       | Francie        | 5     | 4       | 3     | 12     |
| 3.       | Německo        | 3     | 4       | 3     | 10     |
| 4.       | Velká Británie | 3     | 4       | 1     | 8      |
| 5.       | Polsko         | 2     | 1       | 2     | 5      |
| 6.       | Česko          | 2     | 1       | 1     | 4      |
| 7.       | Itálie         | 2     | 1       | 0     | 3      |
| 8.       | Španělsko      | 1     | 2       | 1     | 4      |
| 9.       | Portugalsko    | 1     | 1       | 0     | 2      |
| 9.       | Ukrajina       | 1     | 1       | 0     | 2      |
| 11.      | Bělorusko      | 1     | 0       | 0     | 1      |
| 12.      | Turecko        | 0     | 1       | 1     | 2      |
| 13.      | Ázerbájdžán    | 0     | 1       | 0     | 1      |
| 13.      | Litva          | 0     | 1       | 0     | 1      |
| 15.      | Belgie         | 0     | 0       | 2     | 2      |
| 15.      | Norsko         | 0     | 0       | 2     | 2      |
| 17.      | Dánsko         | 0     | 0       | 1     | 1      |
| 17.      | Nizozemsko     | 0     | 0       | 1     | 1      |
| 17.      | Rumunsko       | 0     | 0       | 1     | 1      |
| 17.      | Slovensko      | 0     | 0       | 1     | 1      |
| 17.      | Švédsko        | 0     | 0       | 1     | 1      |

## Zúčastněné země
(v závorkách uvedeny počty vyslaných sportovců)
| - Albánie (2) - Arménie (5) - Ázerbájdžán (3) - Belgie (16) - Bělorusko (20) - Bosna a Hercegovina (5) - Bulharsko (12) - Česko (16) - Dánsko (11) - Estonsko (12) - Finsko (13) - Francie (47) - Gibraltar (2) - Gruzie (2) - Chorvatsko (8) | - Irsko (7) - Island (2) - Itálie (27) - Izrael (4) - Kypr (3) - Litva (9) - Lotyšsko (7) - Lucembursko - Maďarsko (6) - Makedonie (1) - Malta (1) - Moldavsko (2) - Monako (1) - Německo (36) - Nizozemsko (15) - Norsko (12) | - Polsko (18) - Portugalsko (15) - Rakousko (10) - Rumunsko (16) - Rusko (55) - Řecko (14) - San Marino (1) - Slovensko (6) - Slovinsko (9) - Srbsko (6) - Španělsko (34) - Švédsko (15) - Švýcarsko (7) - Turecko (12) - Ukrajina (25) - Velká Británie (32) |